# New Mexico
New Mexico (Nederlands: Nieuw-Mexico, Spaans: Nuevo México) is een van de staten van de Verenigde Staten.
De hoofdstad van New Mexico is Santa Fe. De standaardafkorting voor de staat, die als bijnaam Land of Enchantment ("Land van Betovering") heeft, is NM. New Mexico heeft binnen de Verenigde Staten het hoogste percentage van Hispanics en Latijns-Amerikaanse bevolking, en na Alaska het hoogste percentage Native Americans.

## Geschiedenis
De Cloviscultuur is vernoemd naar de plaats Clovis, waar de eerste resten van deze cultuur werden gevonden, gekenmerkt door langwerpige speerpunten. De dragers van de Cloviscultuur waren jagers op groot wild. 
Vóór de komst van de Europeanen bevolkten Indianenstammen als de Navajo's en Apaches het gebied. De verhoogde stad Acoma Pueblo is de oudste bewoonde plek in de Verenigde Staten. Het oudste huis stamt uit 1144 maar mogelijk is deze plek al bewoond sinds het begin van de jaartelling. Het complex Pueblo Bonito (het bekendste voorbeeld van de Chacocultuur) werd al in de 9e eeuw gebouwd.
Rond 1540 trok de Spaanse conquistador Francisco de Coronado door het gebied, tevergeefs op zoek naar grote hoeveelheden goud. Zijn expeditie trok zich twee jaar later terug naar Mexico. In 1595 werd de provincie Santa Fe de Nuevo México gesticht en drie jaar later begon Juan de Oñate met de kolonisatie van het gebied. In 1610 werd de stad Santa Fe gesticht.
Na de onafhankelijkheid van Mexico in 1821 werd New Mexico onderdeel van dat land. In 1848 stond Mexico na het verlies van de Mexicaans-Amerikaanse Oorlog een groot gebied af, waaronder het grootste deel van het huidige New Mexico. In 1853 werd nog een relatief klein stuk aangekocht (de zogeheten Gadsdenaankoop).
Op 20 december 1861 verspreidde generaal Sibley, bevelhebber van het Army of New Mexico een proclamatie waarin hij verklaarde New Mexico in bezit te nemen voor de Geconfedereerde Staten van Amerika. Van februari tot april duurde de veldtocht in New Mexico, met op 14 april de Slag van Peralta, met een noordelijke overwinning.
Door aanleg van de Atchison, Topeka and Santa Fe Railway kwam de bevolkingsgroei pas echt op gang. In 1878 vond de Lincoln County War plaats. Dit was een bloedbad tussen verschillende groepen criminelen, met o.a. Billy the Kid. Op 4 januari 1912 werd New Mexico, als 47ste, formeel een staat van de Verenigde Staten.
In 1943 werd in het noorden van de staat het Los Alamos National Laboratory geopend. Dit was een van de drie hoofdlocaties van het Manhattanproject voor de ontwikkeling van de atoombom en op 16 juli 1945 werd in het zuidoosten van de staat de eerste atoombom genaamd Trinity tot ontploffing gebracht.
Op 8 juli 1947 vond nabij het plaatsje Roswell het Roswellincident plaats. Al snel ging het verhaal rond dat hier een vliegende schotel was neergestort. Dit is tot op de dag van vandaag voer voor ufologen.

## Geografie

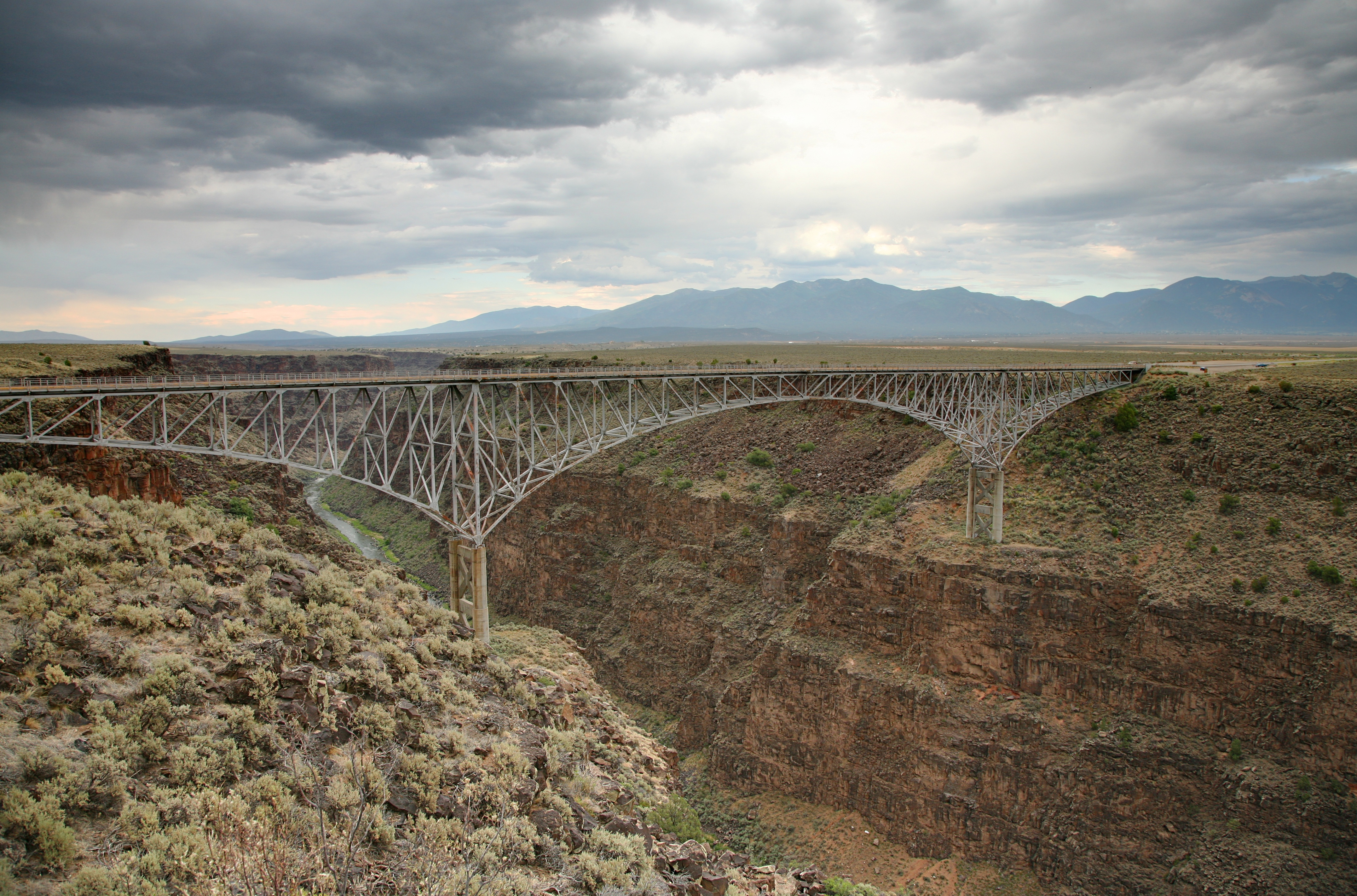
De Rio Grande Gorge Bridge

New Mexico heeft een oppervlakte van 315.194 km². De gemiddelde hoogte is 1735 m boven zeeniveau; het hoogste punt is Wheeler Peak (4011 m), onderdeel van de Rocky Mountains, die New Mexico van noord naar zuid doorkruisen. De belangrijkste rivier is de Rio Grande die in Colorado ontspringt en de staat van noord naar zuid doorsnijdt. In het noorden stroomt de rivier door de tachtig kilometer lange Rio Grande Gorge.
Door de hoogte heerst er in het noorden en oosten een hooggebergteklimaat terwijl het zuiden en westen een woestijnklimaat hebben.
New Mexico grenst aan het land Mexico en aan de staten Texas, Oklahoma, Arizona, Colorado en Utah. Het punt waar de grenzen met de laatste drie kruisen heet Four Corners. New Mexico ligt in de Mountain-tijdzone.
De staat beschikt over veel natuurschoon, zoals de druipsteengrotten bij Carlsbad en het witte zand van White Sands National Monument.

## Taal
De staat heeft geen officiële taal, maar de grondwet van deze staat, uit 1912, vermeldt dat New Mexico een tweetalige staat is door het gebruik van Engels en Spaans. Staatsambtenaren zouden twee talen moeten kennen. In 1995 werd het volkslied van de staat tweetalig: New Mexico -- Mi Lindo Nuevo México. In 2008 was het de eerste staat waar openbare scholen gebruik mochten maken van een studieboek in Navajo, een inheemse taal die door vele Indianen in deze staat wordt gesproken.

## Demografie en economie
New Mexico telde in 2000 1.819.046 inwoners (6 per km²), van wie zo'n 40 % een Spaanse of Latijns-Amerikaanse achtergrond had. De grootste stad is Albuquerque. In de staat liggen ook uitgestrekte Indianenreservaten.
Grote delen van de staat worden voor diverse doeleinden door het Amerikaanse leger gebruikt. Tijdens de Tweede Wereldoorlog werd in Los Alamos de atoombom ontwikkeld.
In de staat is de Spaceport America gevestigd waarvandaan men commerciële ruimtevluchten kan maken. Het bruto product van de staat bedroeg in 1999 51 miljard dollar.

## Religie
| Religies in New Mexico      | Religies in New Mexico |
| --------------------------- | ---------------------- |
| Rooms-katholiek             | 42%                    |
| Protestant                  | 28%                    |
| • Grote traditionele kerken | 8%                     |
| • Evangelisch               | 20%                    |
| • Anders                    | 2%                     |
| Mormoon                     | 3%                     |
| Jood                        | 2%                     |
| Boeddhist                   | 2%                     |
| Anders                      | 3%                     |
| Onreligieus                 | 22%                    |

De meerderheid van de bevolking is katholiek en de meerderheid van de protestanten belijdt het evangelisme.

## Bestuurlijke indeling
New Mexico is onderverdeeld in 33 county's. Een county in de Verenigde Staten is een lokale overheid die een niveau lager is dan de staat.

## Politiek

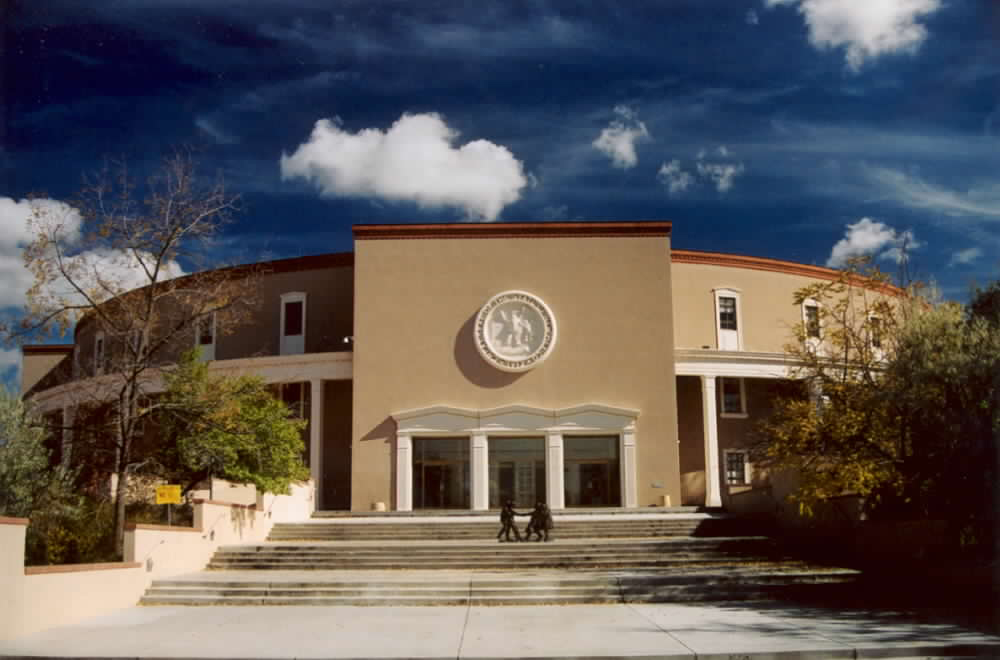
Het New Mexico State Capitol

Aan het hoofd van de uitvoerende macht van de staat staat een gouverneur, die direct gekozen wordt door de kiesgerechtigden in de staat. De gouverneursverkiezing van 2018 werd gewonnen door Michelle Lujan Grisham van de Democratische Partij. Zij trad in januari 2019 aan als gouverneur van New Mexico.
De wetgevende macht bestaat uit het Huis van Afgevaardigden van New Mexico (New Mexico House of Representatives) met 70 leden en de Senaat van New Mexico (New Mexico Senate) met 42 leden. Beide kamers hebben sinds meer dan twintig jaar een Democratische meerderheid, met uitzondering van het Huis in één legislatuurperiode (2014-2016), toen de Republikeinen er een meerderheid hadden.
| New Mexico House of Representatives (2017) De 70 zetels zijn als volgt verdeeld: | New Mexico Senate (2017) De 42 zetels zijn als volgt verdeeld: |

## Cultuur

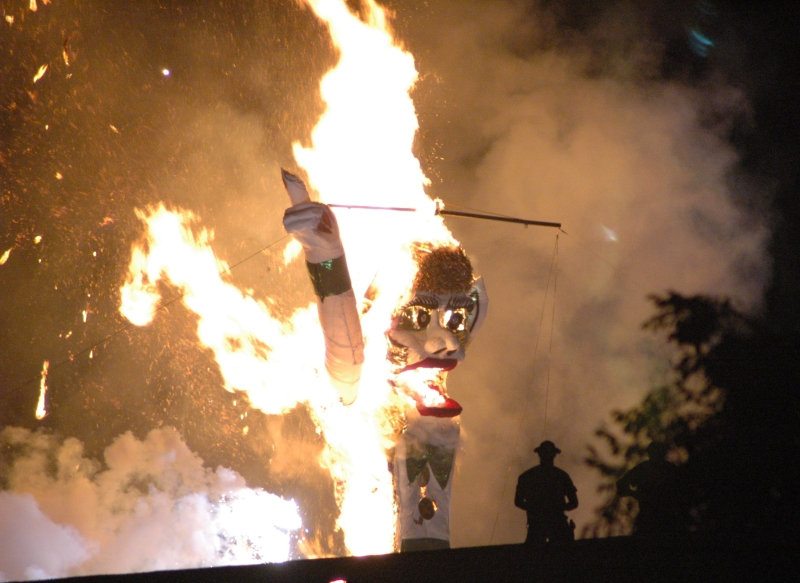
De brandende Zozobra

De hoofdstad Santa Fe kent een grote kunstenaarsgemeenschap. De kunstbeweging grijpt terug op eeuwenoude tradities van de Apachen en de Navajo’s die terug te vinden is in het beschilderde pottenbakken, weven en juwelen. De moderne kunstschilder Georgia O'Keeffe heeft een grote rol in gespeeld om de staat op de kaart te zetten. In Santa Fe worden elke herfst de Fiestas de Santa Fe gehouden met als hoogtepunt de 15 meter hoge brandende marionet ‘’Zozobra’’.
De staat kent zijn eigen keuken waarbij de New Mexico chile, een pepernoot, het bekendst is. Deze pepers worden vaak gedroogd in ristra’s (lange bosjes aan een touw) die ook als decoratie worden gebruikt. Andere typische gerechten zijn de Bizcochitoboterkoekjes met kaneel en anijs en de pittige broodpudding Capirotada.